# Peter Seilberger
Peter Seilberger (Delft, 19 juni 1944) is een Nederlands pianist. 

## Opleiding en werk
Op twaalfjarige leeftijd begon Seilberger met pianospelen. Zijn zus Sonja had pianoles en zo kwam er een piano in huis. Al snel kreeg hij thuis les van Ton Langenberg, die hem leerde alle bekende nummers te spelen. Vanaf zijn 14e jaar speelde hij als entertainer en achtergrondpianist in restaurants en cafés. Met gitarist Jan Banga richtte hij in 1959 The Bridgetown Jazzband op. Daarin speelde ook de 12-jarige Carry Janssen.  
Seilberger deed een opleiding aan de Rijkskweekschool in Den Haag. Na behalen van zijn examen werkte hij enkele jaren als onderwijzer op de Galvanischool in Den Haag. 

## Popbands 1968-1972
Ondertussen was de jazzband verruilt voor de groep Moody Sec met Wil Matla. Daarna speelde hij in Just Colours. Toen die band de naam veranderde in Act of Love zegde Seilberger in 1968 zijn baan op om in Duitsland te gaan spelen. Na een maandcontract in Lübeck kwam de band terug naar de Beatclub in Scheveningen. Daar werd Seilberger gescout door The Kuppens, de manager van Tee Set. In deze periode (juli 1968 - april 1969) schreef hij twee nummers: Sittin' on the Highest Mountain en Good Old John. Ook voor andere groepen, zoals Penny Wise en Ferrari, schreef Seilberger enkele nummers. En ook voor Jackie Cornell maakte hij het romantische nummer Litlle Jane!
In 1969 verliet Seilberger Tee Set en ging verder met The Nicols, een band die heel veel optredens had. Vanaf 1970 ging de band verder als Fairy Tale. Onder leiding van Peter Koelewijn werden een aantal singles uitgebracht met vele composities van Seilberger. De hele band ging in Friesland op een boerderij wonen. Daar sloot ook gitarist Martin van Wijk zich aan bij de band. 
Na een jaar verliet Seilberger de boerderij om terug te keren naar Den Haag. Daar voegde hij zich bij Big Wheel, een band met de hit If I Stay Too Long. Samen met Rudy Bennett werkte hij aan een nieuwe formatie. Dat werd Jupiter. Er werden in een jaar drie singles uitgebracht van de groep. Seilberger verliet de groep om eind 1972 terug te keren naar het onderwijs.

## Onderwijs 1972-2009
Na zijn studie Onderwijskunde aan de Universiteit Leiden werd Seilberger docent aan de Opleiding Kleuterleidsters Maria regina. Na de fusie in 1984 met de Pedagogische Academie werd hij docent aan de Haagse Katholieke Pabo. Als specialist in informatica werkte hij in de jaren 90 mee aan de landelijke invoering van de Computer in het Basisonderwiis. Zo schreef hij de bijbehorende TELEAC cursus ! In 1996 werd hij locatiemanager in Den Haag. Maar vanaf 1999 ging de Pabo op in de Hogeschool Leiden. Daar viel hij op door zijn colleges over Meervoudige Intellgentie en Coöperatief Leren.

## Terug in de popmuziek 2009-nu
Na zijn pensionering in 2009 ontmoette hij Hans Borrias die allerlei concerten organiseerde op Houtrust. Die spoorde hem aan om weer te gaan optreden. Zo kwam hij al gauw in contact met Ronn van Etten. Maar ook de oude band Just Colours uit 1967 begon aan een revival. Samen met Philip Ernst en Ferry Lever werd weer opgetreden. Met Ronn van Etten begon hij de band New Page met zangeres Fabiënne Dallau. Daar kwam nog een extra reünie optreden van Tee Set bij in 2014 op Westerpop in Delft. En ook in de blues werd Seilberger actief. Eerst in Blue Spirit en later speelde hij vele jaren in Bos’s Blues Band met Henk Bosman als leadzanger. En bij Greenhouse speelde hij samen met Peter Jacobs en Joop Regoord op vele festivals. Door de corona viel alles stil. Er werd nauwelijks meer opgetreden en de meeste bands vielen daardoor uit elkaar.
Zijn ontmoeting met Wim van Velzen in 2018 leverde wel iets nieuws op. Wim was bezig met het oprichten een een Fleetwood Mac Tribute band. Na de Corona bleek deze band Fleetwood Maniacs alles goed overleefd te hebben. Vele optredens volgden met een herkenbaar repertoire. Ook een paar keer werd een theatervoorstelling begeleid over de totstandkoming van de LP Rumours.

## Persoonlijk
Seilberger is getrouwd met Rian Albers en heeft twee zoons : Matthijs en Joost. Matthijs was een bekende amateur voetballer en speelde bij vele clubs. Joost is de succesvolle DJ  Billy The Kit.
- MusicBrainz: bd4b9381-3be5-46fc-9ded-5f84cd4406c0
- MusicBrainz: bd4b9381-3be5-46fc-9ded-5f84cd4406c0
- Nederlandse Thesaurus van Auteursnamen: 099920603
- Virtual International Authority File: 289546710